# Nom de Sa-Ra
| G39 | N5 | : | \| \| |
|     |    |   |       |

|  |

| G39 | N5 | : | \| \| |
|     |    |   |       |

|  |

| CA1 | SPACE | Ca2 |

| CA1 | SPACE | Ca2 |

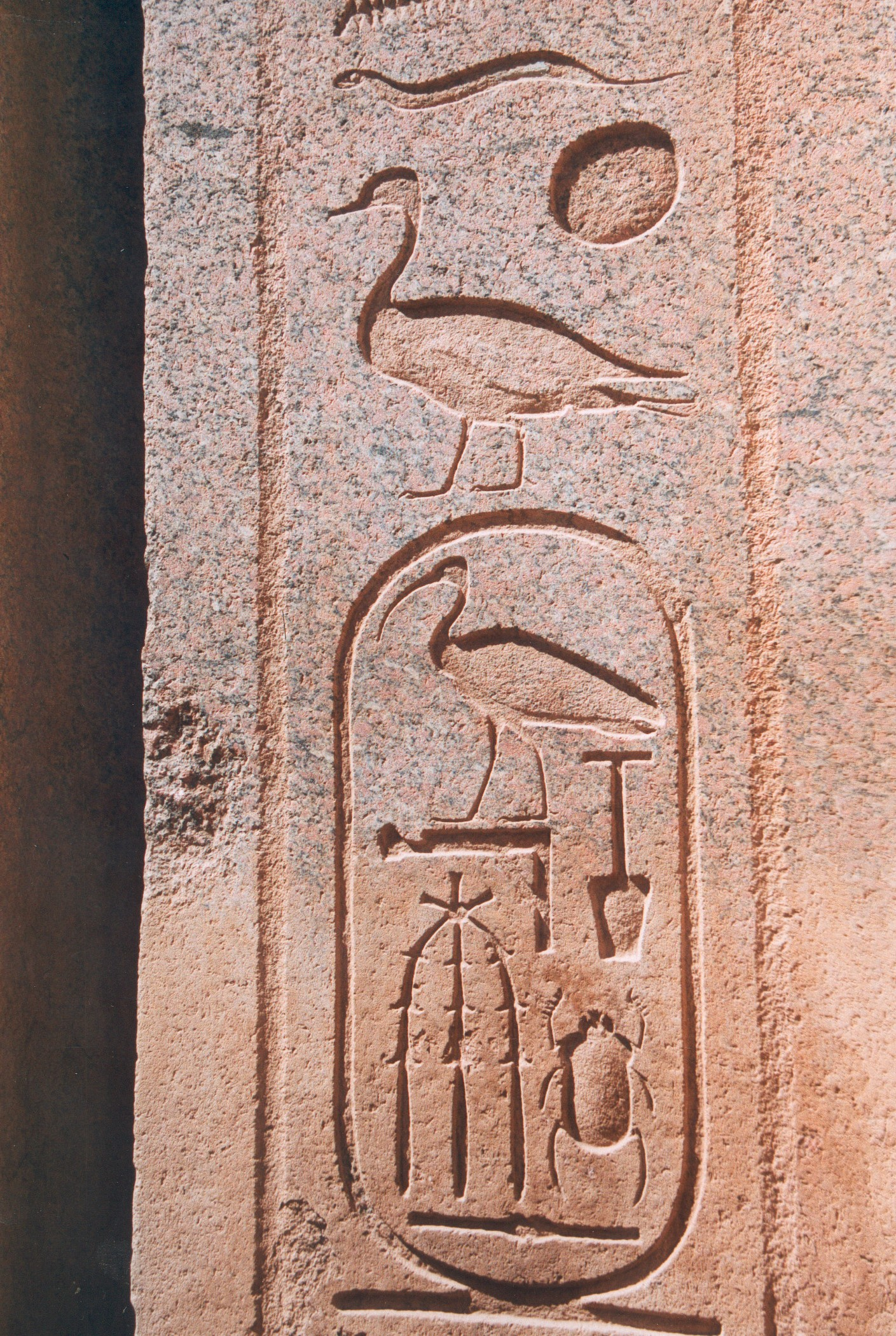
Nom de Sa-Ra de Thutmose III. Karnak.

Nefererkare, faraó de la dinastia V, va afegir aquesta nova titulatura: incloent dins d'un cartutx el seu nom de naixement, precedit del jeroglífic Sa- Ra, que significa: "Fill de Ra".
El príncep, abans de l'ascensió al tron, només tenia el nom de naixement, però en el moment de la coronació es transformava en un nou títol: el nom de Sa-Ra, escrivint-lo dins d'un cartutx i afegint l'epítet "Fill de Ra ", legitimant així la seva procedència divina, ja que el faraó governava Egipte com" hereu legítim "del déu Ra sobre la Terra.
Des de la dinastia V el  Nom de Sa-Ra  va ser un dels títols més utilitzats en inscripcions, juntament amb el Nom de Nesut-Bity i el Nom d'Horus.
Des de l'Imperi Mitjà d'Egipte, dinasties XI i XII, els faraons egipcis rebien cinc títols. Afegien al nom de naixement uns altres quatre més quan accedien al tron. Eren els següents: 
Nom d'Horus, Nom de Nebty, Nom de Hor-Nub, Nom de Nesut-Bity i  Nom de Sa-Ra .